# Genyornis
Genyornis newtoni foi uma espécie de ave não voadoras que habitou a Austrália até há cerca de 50 mil anos. É a única espécie no gênero Genyornis. Muitas espécies sofreram extinção por volta dessa data, coincidindo com a chegada do ser humano.
Não é totalmente claro se os membros da família Dromornithidae eram carnívoros. O seu bico de grandes dimensões, pelo menos o de algumas espécies, sugerem que os seus hábitos alimentares se baseavam numa combinação de predação e necrofagia, tal como a actual hiena. 
Foi elaborado um estudo , onde 700 fragmentos de casca de ovo de Genyornis foram datados. Através deste método, foi determinado que o seu declínio e extinção ocorreram durante um curto período de tempo, demasiado curto para serem provocados por alterações climáticas. Os autores consideraram que esta seria uma boa indicação de que o evento de extinção em massa ocorrido na Austrália foi devido a actividades humanas, em vez de ser devido a alterações climáticas. 